# Muzeul greco-roman din Alexandria
Muzeul Greco-Roman din Alexandria este cel mai important muzeu dedicat arheologiei greco - romane din lume. Creat la inițiativa arheologului italian Giuseppe Botti, este situat în orașul Alexandria, Egipt și a fost inaugurat  oficial pe data de 17 octombrie 1892 de catre khedive Abbas II Hilmi . 

## Istoric
Instalat inițial într-un apartament cu cinci camere într-o clădire mică de pe Rosette Street (Avenue Canope și acum Horriya), a fost transferat în 1895 la clădirea pe care o ocupă și astăzi. Muzeul avea doar unsprezece camere la acea vreme, în aripa de vest a clădirii. Mai târziu au fost adăugate și alte camere care i-au dat forma actuală, în actuala locație, lângă drumul către Gamal Abdul Nasser. 
Acesta găzduiește mii de relicve datind cu trei secole   înainte de epoca noastră, incluzând o magnifică sculptură din granit negru a lui Apis, taurul sacru al egiptenilor, mumii, sarcofagii, tapiserii, obiecte care oferă o panoramă la fel de fidelă a civilizației greco-romane sub forma care ea a intrat în contact cu Egiptul . 

## Directori
- Giuseppe Botti
- Evaristo Breccia
- Achille Adriani
- Mervat Seif el-Din

## Programarea
- Camera 1   : 

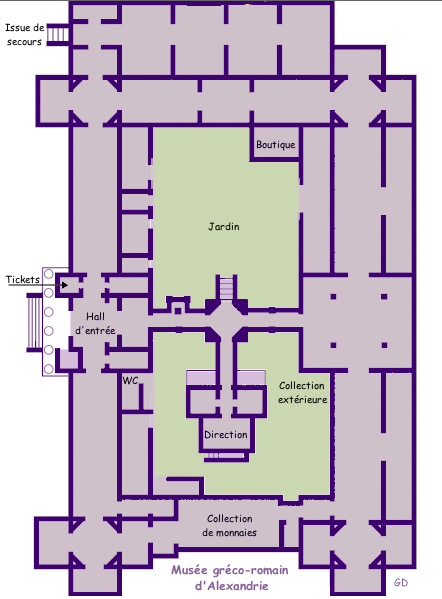
Harta muzeului

  - bunul păstor din alabastru. Ochii mari, rochia ei lungă este o dezvoltare a modelului copt;
  - artefacte la Mănăstirea din strada Menas, la vest de Alexandria.
- Camera 3   : 
  - trunchi de argint a Afroditei ( a II   cu un secol înaintea erei noastre);
  - o colecție diversă de bijuterii antice cu diferite culori superbe.
- Camera 4   : dedicat textilelor copte ale celor mai buni țesători din lumea creștină.
- Camera 5   : un model uimitor de antichitate al unui sistem de răcire cu apă.
- Camera 6   : 
  - taurul Apis, găsit la vest de așa-numita coloană Pompei . Această statuie datează din domnia lui Hadrian . Acest taur reprezintă cea mai de succes ilustrare a realismului grec pe un design egiptean;
  - capul Serapis este sculptat cu marmură albă fină. A fost găsit și în apropierea coloanei lui Pompei . El a fost unul dintre zeii Ptolemei, un amestec de Osiris și Apis ;
  - mozaicuri fine, o specialitate a Alexandriei, inclusiv cea a unei bărci cu pânze, realizată cu pietricele colorate.
- Camera 7   : 
  - Sphinx două headless construite ca Amenemhat IV ( XIIdinastiei );
  - două statui ale lui Isis, fără cap, în bazalt negru, arată un exemplu de nod Tyt, simbol al zeiței .
- Camera 8   : dedicat sarcofagilor. Putem vedea diferența dintre cartonul auriu și faraonul pictat și cele, înflorite, care datează din Ptolemaic .
- Camera 9   : dedicat în principal zeului crocodil Sobek .
- Camera 11   : conține unele dintre cele mai interesante statui, în care sunt descrise scene și tehnici egiptene cu influențe grecești. Se poate vedea imaginea șerpilor divini „Agathadaimon Stelae”. Fragmente de piatră ale unui templu din Athribis (Benha) sunt de-a lungul peretelui nordic al sălii.
- Camera 12   : conține statui din perioada greco-romană  : 
  - un cap de granit roșu al lui Ptolemeu IV, găsit în Aboukir, care poartă dubla coroană a Egiptului   :
  - mozaicul meduzelor;
  - statuia colosală din marmură albă a lui Marcus Aurelius, descoperită sub Teatrul Sayyed Darwish din Alexandria;
  - o statuie de marmură a lui Isis ca zeiță a Nilului care se sprijină de un sfinx. Mâna stângă ține o corabie, iar cei opt copii care se ridică deasupra ei reprezintă cei opt coți din care Nilul trebuie să se ridice pentru o potop perfectă.
- Camera 14   : umplut cu capete de portret ale unor împarati romani celebri   Hadrian, Vespasian și Augustus .
- Camera 16   : conține unele dintre cele mai bune statui elenistice, inclusiv un tors al Afroditei .
- Camera 17   : conține un sarcofag care arată Ariane adormită pe insula Naxos . Zeul somnului ( Hypnos ) stă în capul său. Soțul ei, Dionysos, stă în fața ei. Restul îl arată pe Hercules, beat.
- Camera 18   : 
  - funerar Amphora Chatby, datând de la sfârșitul IV   cu un secol înaintea erei noastre;
  - o colecție unică de argilă Tanagra . Această colecție variază de la a III   secol înainte, în I   sec . d.C., oferind informații despre modă, coafuri, pălării și rochii pentru femei.
- Camera 21   Această cameră conține ceramică abundentă și câteva statui. Cea care stă afară în această sală este o statuie a lui Hercule cu palma în mâna stângă și haina de piele de leu în dreapta ei.
- Camera 22   : această sală este dedicată sticlăriei colorate. La începutul istoriei Egiptului, oamenii au învățat cum să facă sticlă. La capătul holului, se află un frumos cap de bronz al împăratului Hadrian .

Grădina muzeului este plină de statui și diverse obiecte. 
Această planificare a fost pusă în discuție de lucrările de renovare  întreprinse. 

## Vezi și
- Lista muzeelor greco-romane din lume
- Egiptologie